# پرفلوئوروهگزان
پرفلوئوروهگزان (به انگلیسی: Perfluorohexane) با فرمول شیمیایی C6F14 یک ترکیب شیمیایی با شناسه پاب‌کم 9639 است. که جرم مولی آن 338.041845 می‌باشد. 